# نابودی زیستگاه

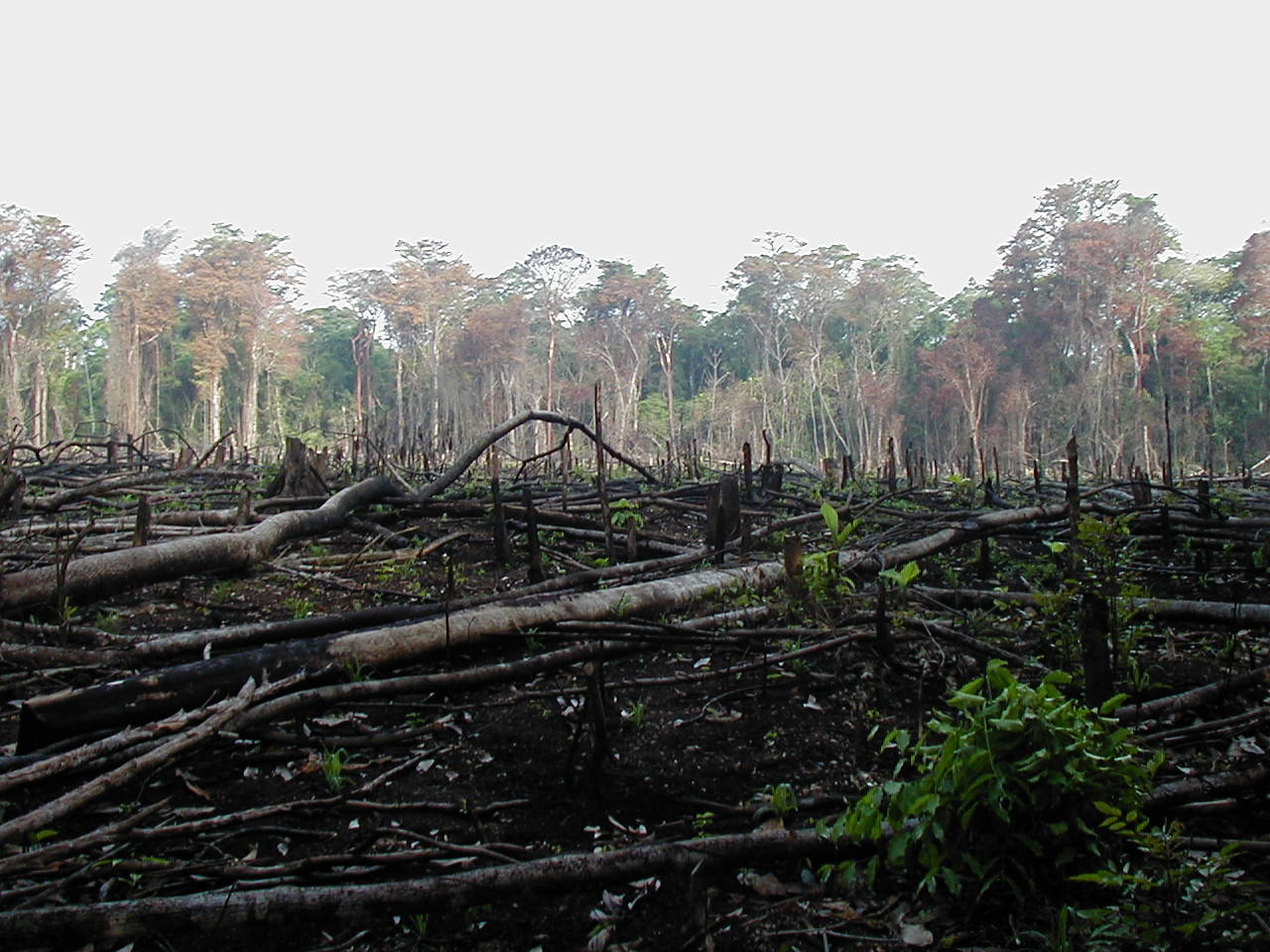
جنگلی در جنوب مکزیک برای بهره‌گیری‌های کشاورزی سوزانده شده‌است.

نابودی زیستگاه یا تخریب زیستگاه (به انگلیسی: Habitat destruction) یا از دست رفتن زیستگاه (به انگلیسی: Habitat loss)، فرایندی است که در آن زیستگاه طبیعی توانایی خود برای پشتیبانی از زیستن جانداران درون خود را از دست می‌دهد. در این فرایند، واحدهایی که پیش‌تر در محل بوده‌اند جابجا یا نابود می‌شوند؛ چنین چیزی کاهش تنوع زیستی را در پی دارد.
نابودی زیستگاه توسط فعالیت‌های انسانی اغلب به منظور بهره‌گیری از منابع طبیعی برای تولیدات صنعتی و شهرسازی انجام می‌شود. پاکسازی زمین‌ها برای فعالیت‌های کشاورزی یکی از دلایل اصلی نابودی زیستگاه‌ها است. از دیگر عوامل مهم می‌توان به معدن‌کاری، چوب‌بری، ترال و گسترش شهرها اشاره کرد. تخریب زیستگاه هم‌اکنون به عنوان نخستین عامل انقراض جانوران در جهان معرفی شده‌است.

## انواع نابودی زیستگاه
نابودی زیستگاه به ناپدیدشدن محیط طبیعی که پناهگاه گیاهان و جانوران ویژه‌ای هستند. سه نوع عمده از نابودی زیستگاه وجود دارد: 
نابودی یا تخریب زیستگاه، دگرگونی زیستگاه و گسستگی زیستگاه.
- نابودی یا تخریب زیستگاه (Destruction): فرآیندی که زیستگاه طبیعی آسیب دیده یا نابود شده است به اندازه‌ای که دیگر توانایی پشتیبانی از جوامع طبیعی گونه‌ای و بوم‌شناختی که در آنجا هستند را ندارند.
- دگرگونی زیستگاه (Degradation): پیامد دیگر فعالیت‌های انسانی  است. انسان به طور غیرمستقیم دگرگونی زیستگاه را سبب می‌شود. از طریق آلودگی، تغییر اقلیم، و معرفی گونه‌های غیربومی، همه اینها کیفیت محیط زیست را کاهش می‌دهند، و آن را برای رشد گیاهان و جانوران بومی دشوار می‌سازد.
- گسستگی زیستگاه (Fragmentation): توسعه انسانی موجب گسستگی زیستگاه می‌شود، همان‌طور که نواحی طبیعی وحشی کنده شده‌اند و به تکه‌های کوچکتر تقسیم شده‌اند. گسستگی دامنه پراکنش جانوران را کاهش می‌دهد و جابجایی آنها را محدود می‌سازد و آنها را در این نواحی با ریسک بالاتری از انقراض روبرو می‌سازد. همچنین خردشدن و تجزیه زیستگاه می‌تواند جمعیت‌ها را از هم جدا سازد و تنوع ژنتیکی آنها را کاهش دهد.